# General Carneiro (Mato Grosso)
General Carneiro é um município brasileiro do estado de Mato Grosso. Localiza-se a uma latitude 15º42'39" sul e a uma longitude 52º45'19" oeste, estando a uma altitude de 343 metros. Está localizado a 66 km ao oeste da divisa com o estado de Goiás. O município abrange uma área de 4.514,917 km², classificando-o como o 73º maior em extensão territorial entre os 141 municípios do estado e sua população foi estimada em 6 037 habitantes, conforme dados do IBGE de 2022.

## História

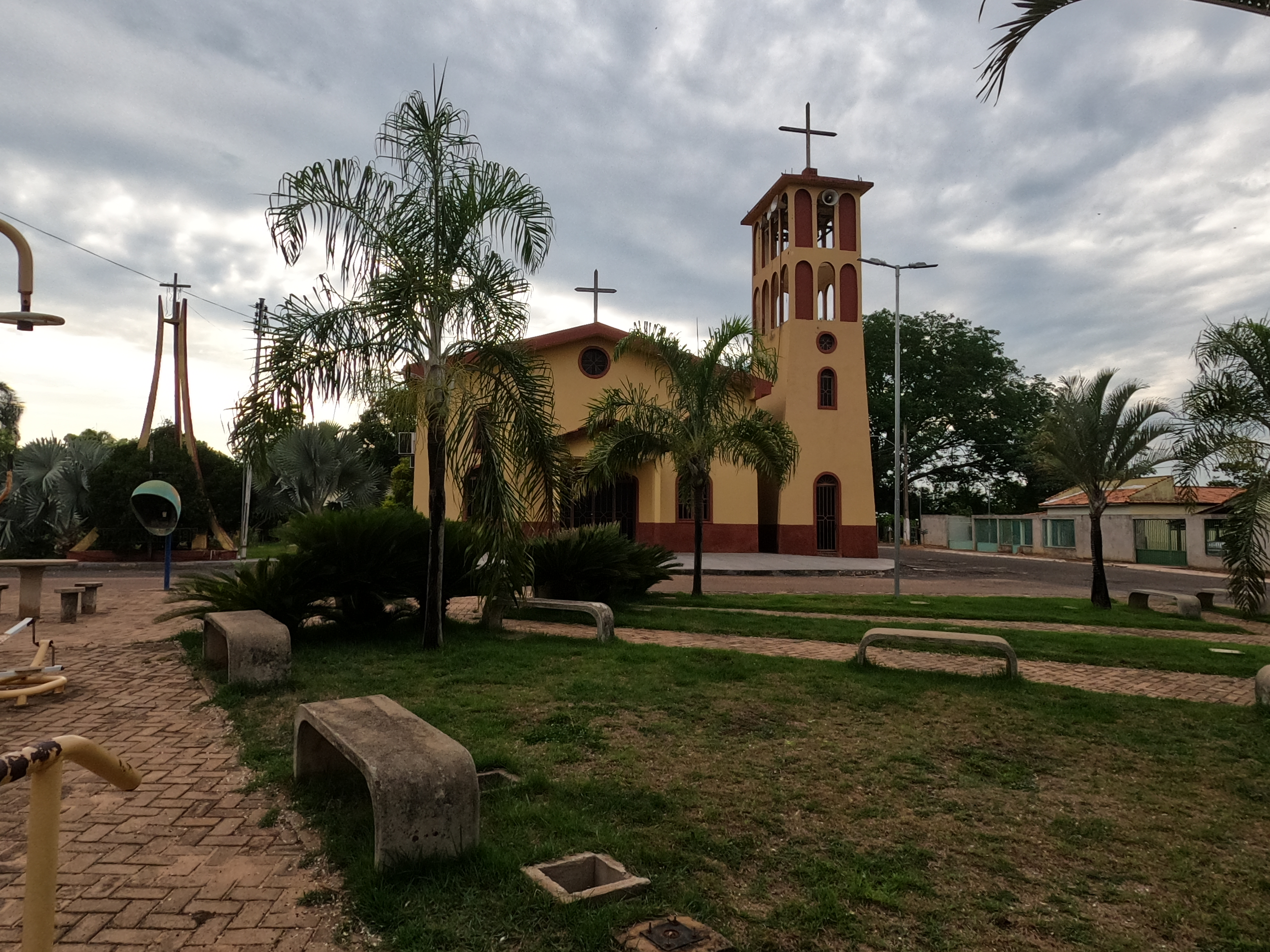
Praça e igreja no centro da cidade

O major Catarino foi o pioneiro na colonização da área, que inicialmente recebeu o nome de Barreiro Grande, inspirado em uma grande barreira de terra próxima ao local que viria a ser o centro urbano. Em 1892, durante a presidência de Floriano Peixoto, uma expedição chegou ao Barreiro Grande com o objetivo de instalar uma linha telegráfica conectando Mato Grosso e Goiás. Sob a liderança do tenente-coronel Antônio Ernesto Gomes Carneiro, posteriormente promovido a general, e com o tenente Cândido Mariano da Silva Rondon como seu segundo em comando, a missão tinha um propósito estratégico significativo.
Barreiro Grande evoluiu para um posto militar estratégico e serviu como quartel temporário para as forças armadas. Foi lá que Gomes Carneiro começou a construção de um imponente edifício. Contudo, ele foi convocado pelo Governo Federal para se juntar ao combate contra os federalistas na cidade da Lapa, no Paraná, onde acabou perdendo a vida em batalha.
Com o decorrer do tempo, o local se desenvolveu e se tornou um distrito, adotando e simplificando o nome da estação telegráfica para General Carneiro.

## Povos nativos
O município abriga diversos povos nativos e  terras indígenas a exemplo da Terra Indígena Sangradouro, território tradicional do povo Xavante, que abrange uma extensão de 100.000 hectares. Este território é o lar de aproximadamente 4.000 nativos, que estão espalhados por 74 aldeias. Dentre elas, a Aldeia Sangradouro se destaca como a mais significativa e maior, situada a 55 quilômetros de Primavera do Leste e fazendo parte do município de General Carneiro. 
No município também há a Terra Indígena Meruri do povo Bororo. 
Durante os anos 70, o descontentamento dos Bororo com a perda de suas terras ancestrais e a precariedade dos serviços de saúde e educação deu origem a um movimento de reivindicação. Um episódio marcante dessa época foi a disputa pelas terras de Meruri, que resultou no trágico massacre perpetrado por fazendeiros da região de General Carneiro. Em 1976, Simão Bororo e o Padre Rodolfo, missionário salesiano, foram brutalmente assassinados.
O ataque ocorreu na aldeia bororo e teve grande repercussão internacional, sendo noticiado até pela BBC de Londres. Na ocasião, um grupo de 62 pistoleiros invadiu a missão local, assassinando o padre Rodolfo Lunkenbein, o indígena Simão Bororo e um trabalhador rural. O crime foi orquestrado por fazendeiros que se opunham à demarcação da reserva bororo, que abrangia terras ocupadas ilegalmente por eles.
A violência só não atingiu proporções maiores porque a maioria dos cerca de 500 indígenas da comunidade estava trabalhando nas lavouras no momento do ataque, que ocorreu às 10h30 do dia 15 de julho. Além dos assassinatos, os agressores torturaram o padre Uchoa Camargo.
Ao retornarem, os Bororo se depararam com a devastação da casa paroquial e os corpos caídos na entrada. A repercussão global do massacre levou a Justiça Brasileira a identificar dois dos responsáveis pelo ato: João Marques de Oliveira o "João Mineiro" e um pistoleiro conhecido como Nego.

## Economia
Apesar de General Carneiro ter alcançado a 27ª posição no ranking estadual de produção de algodão, com 38,8 mil toneladas segundo dados do IBGE em 2019, o município se destaca por sua produtividade líder, igualando-se a Sapezal e Torixoréu, com uma colheita de 4.500 quilos por hectare cultivado.
Além do algodão, General Carneiro apresenta uma produção expressiva de milho, com 142,7 mil toneladas, e soja, com 179,86 mil toneladas. Outros cultivos incluem cana-de-açúcar, feijão e mandioca em menor quantidade. O município também conta com um rebanho bovino de 86,1 mil cabeças, incluindo 1.266 vacas leiteiras que produzem 1,14 milhão de litros de leite; além disso, possui aves num total de 15,7 mil e suínos com um efetivo de 3 mil cabeças.
No que se refere à economia em 2021, o PIB per capita atingiu R$ 84.131,44. Em termos de receitas externas em 2015, o percentual foi de 84,7%. Já em 2023, as receitas realizadas somaram R$ 54.628.367,94 (x1000) e as despesas empenhadas foram de R$ 47.755.257,08 (x1000).
Quanto ao mercado de trabalho em 2021, o salário médio mensal era equivalente a 2,1 salários mínimos e a taxa de emprego em relação à população total era de 9,69%.

## Clima
Segundo dados do Instituto Nacional de Meteorologia (INMET), referentes ao período de 1961 a 1966, 1970 a 1990, 1995 de 1998 a 2001, a menor temperatura registrada em General Carneiro, na estação meteorológica de Meruri, foi de −1 °C em 20 de maio de 1990, e a maior atingiu 40 °C em 13 de setembro de 1995 e em 1998, nos dias 30 de abril e 1° de maio. O maior acumulado de precipitação em 24 horas foi de 180 milímetros (mm) em 9 de setembro de 1988. Outros grandes acumulados iguais ou superiores a 100 mm foram 166 mm em 7 de novembro de 1970, 130 mm em 20 de novembro de 1975, 116 mm em 14 de fevereiro de 1979, 115 mm em 15 de dezembro de 1989, 112,4 mm em 22 de janeiro de 1965, 108 mm em 8 de março de 1975, 107,6 mm em 12 de outubro de 1971, 107 mm em 25 de dezembro de 1973, 103 mm em 22 de dezembro de 1985 e 100,8 mm em 12 de fevereiro de 1983. Janeiro de 1962, com 558,8 mm, foi o mês de maior precipitação.
| Dados climatológicos para General Carneiro (Meruri) | Dados climatológicos para General Carneiro (Meruri) | Dados climatológicos para General Carneiro (Meruri) | Dados climatológicos para General Carneiro (Meruri) | Dados climatológicos para General Carneiro (Meruri) | Dados climatológicos para General Carneiro (Meruri) | Dados climatológicos para General Carneiro (Meruri) | Dados climatológicos para General Carneiro (Meruri) | Dados climatológicos para General Carneiro (Meruri) | Dados climatológicos para General Carneiro (Meruri) | Dados climatológicos para General Carneiro (Meruri) | Dados climatológicos para General Carneiro (Meruri) | Dados climatológicos para General Carneiro (Meruri) | Dados climatológicos para General Carneiro (Meruri) |
| Mês | Jan                                                 | Fev                                                 | Mar                                                 | Abr                                                 | Mai                                                 | Jun                                                 | Jul                                                 | Ago                                                 | Set                                                 | Out                                                 | Nov                                                 | Dez                                                 | Ano                                                 |
| --- | --------------------------------------------------- | --------------------------------------------------- | --------------------------------------------------- | --------------------------------------------------- | --------------------------------------------------- | --------------------------------------------------- | --------------------------------------------------- | --------------------------------------------------- | --------------------------------------------------- | --------------------------------------------------- | --------------------------------------------------- | --------------------------------------------------- | --------------------------------------------------- |
| Temperatura máxima recorde (°C) | 39                                                  | 39                                                  | 38,6                                                | 40                                                  | 40                                                  | 38                                                  | 37                                                  | 39,5                                                | 40                                                  | 39                                                  | 37,6                                                | 38,5                                                | 40                                                  |
| Temperatura máxima média (°C) | 30,9                                                | -                                                   | 31,2                                                | 32,3                                                | 31,6                                                | 30,8                                                | 30,4                                                | 33,1                                                | 33,9                                                | 32,6                                                | 31,4                                                | -                                                   | -                                                   |
| Temperatura mínima recorde (°C) | 9,3                                                 | 8,5                                                 | 11,4                                                | 8                                                   | −1                                                  | 2                                                   | 2,5                                                 | 0,5                                                 | 5                                                   | 8,3                                                 | 10                                                  | 11                                                  | −1                                                  |
| Precipitação (mm) | 216,8                                               | 125,1                                               | 130,9                                               | 52                                                  | 19,9                                                | 6,1                                                 | 3,7                                                 | 24,4                                                | 51,8                                                | 89,1                                                | 159,5                                               | 221,3                                               | 1 100,6                                             |
| Dias com precipitação (≥ 1 mm) | 12                                                  | 9                                                   | 8                                                   | 4                                                   | 2                                                   | 1                                                   | 0                                                   | 2                                                   | 4                                                   | 7                                                   | 9                                                   | 13                                                  | 71                                                  |
| Fonte: Instituto Nacional de Meteorologia (INMET) (normal climatológica de 1981-2010; recordes de temperatura: 1961 a 1966, 1970 a 1990, 1995 de 1998 a 2001) |                                                     |                                                     |                                                     |                                                     |                                                     |                                                     |                                                     |                                                     |                                                     |                                                     |                                                     |                                                     |                                                     |

## Últimos prefeitos eleitos
| Ano  | Prefeito       | Partido | Votos | %     | Ref    |
| ---- | -------------- | ------- | ----- | ----- | ------ |
| 2004 | Jucary Aquino  | PL      | 1.347 | 37,78 | [ 34 ] |
| 2008 | Jucary Rezende | PT      | 1.041 | 40,18 | [ 35 ] |
| 2012 | Magali         | PSD     | 1.096 | 36,94 | [ 36 ] |
| 2016 | Marcelo Aquino | PR      | 1.727 | 50,82 | [ 37 ] |
| 2020 | Marcelo Aquino | PL      | 1.928 | 59,88 | [ 38 ] |
| 2024 | João Filho     | MDB     | 2.660 | 68,43 | [ 39 ] |